# Beirã
Beirã es una freguesia portuguesa del concelho de Marvão, con 44,79 km² de superficie y 596 habitantes (2001). Su densidad de población es de 13,3 hab/km².